# Yvrac
 Yvrac  es una población y comuna francesa, situada en la región de Aquitania, departamento de Gironda, en el distrito de Burdeos y cantón de Cenon.

## Demografía
| Gráfica de evolución demográfica de Yvrac entre 2006 y 2018 |
|                                                             |

Fuentes: INSEE.